# Gustav Ferdinand Thaulow

Gustav Ferdinand Thaulow

Gustav Ferdinand Thaulow (* 6. Juli 1817 in Schleswig; † 11. März 1883 in Kiel) war ein deutscher Professor der Philosophie, Kunstsammler und Begründer des Kieler Thaulow-Museums.

## Familie
Thaulow stammte aus der norwegischen Familie Thaulow: Seine Eltern waren der Apenrader Amtsverwalter Johan Frederik Thaulow (1768–1833) und dessen Ehefrau Caroline Henriette Tugendreich Looft (1777–1852). Nach dem Tod des Vaters ging die Mutter mit ihren Kindern nach Norwegen, das bis zum Kieler Frieden vom 14. Januar 1814 zum dänischen Gesamtstaat gehört hatte. Gustav Ferdinand Thaulows, der in Schleswig blieb, hatte drei Brüder:
- Heinrich Arnold Thaulow (1808–1894), Arzt
- Moritz Christian Julius Thaulow (1812–1850), Chemiker
- Harald Conrad Thaulow (1815–1881), Apotheker und Chemiker, Vater des Malers Frits Thaulow.

## Leben

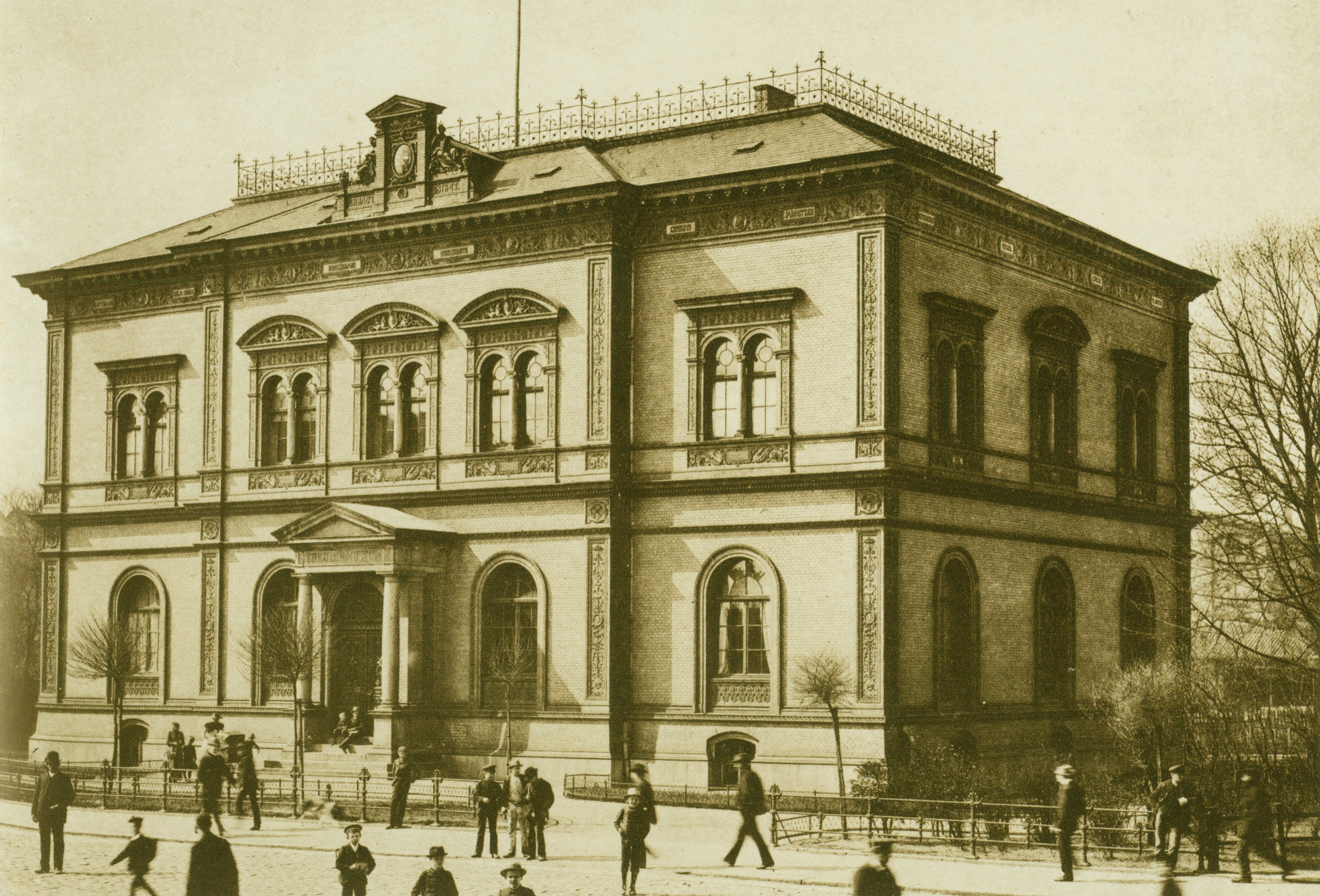
Thaulow-Museum am Sophienblatt in Kiel (1893)

In Schleswig besuchte Thaulow die Domschule. Ab 1837 studierte er Theologie und Philosophie an den Universitäten Kiel und Berlin. Weil ihm die Mittel zu weiterer Fortsetzung seiner Studien fehlten, wurde er Hauslehrer bei der Familie von Bülow auf Gut Bothkamp und promovierte dann 1842 zum Dr. phil. in Kiel. 1843 habilitierte er sich an dieser Universität als Privatdozent der Philosophie und vorzugsweise der Pädagogik. 1846 wurde er außerordentlicher Professor der Philosophie und 1854 ordentlicher Professor der Philosophie und Pädagogik, zuletzt war er auch Dozent an der Marine-Akademie und Ritter des Kronenordens III. Klasse, 1878 Geheimer Regierungsrat.
In der Philosophie gehörte Thaulow zur Hegelschen Schule. Er gründete 1849 die schleswig-holsteinische Schulzeitung. In seinem Haus legte er eine Sammlung von Holzschnittarbeiten an. 1876 schenkte er diese Sammlung der Provinz Schleswig-Holstein, die daraufhin das nach ihm benannte Thaulow-Museum errichtete.
Als bei der Abtrennung von Dänemark die Sammlung schleswig-holsteinischer Altertümer nach Kopenhagen abgeführt wurden, setzte er sich dafür ein, dass diese Sammlung wieder zurückgegeben wurde und in das Kieler Altertums-Museum kam. Nach Professor Frickes Weggang an die Universität von Leipzig übernahm er für sechzehn Jahre das Direktorium des schleswig-holsteinischen Hauptvereins der Gustav-Adolph-Stiftung. In Kiel war Thaulow Mitglied der Freimaurerloge Alma an der Ostsee.
Als Dozent an der Marine-Akademie Kiel war er zehn Jahre tätig. Deren Direktor bezeugte ihm ein außerordentlich reges Interesse für die Marine und eine hohe Begeisterung für sein Lehramt.

## Veröffentlichungen
- Mine Ønsker for det norske Universitet. [=Meine Wünsche für die norwegische Universität]. In: Norske universitets- og skole-annaler, 2. række, 1. bind. Hg. von H. J. Thue. Christiania: J. Chr. Abelsted. S. 311–350. 1843
- Die Erhebung der Pädagogik zur philosophischen Wissenschaft. 1845
- Nothwendigkeit und Bedeutung eines pädagogischen Seminars auf der Universität. 1845
- Die Schule der Zukunft. 1846
- Plan einer Nationalerziehung. 1848
- Hegels Ansichten über Erziehung und Unterricht. Als Fermente für wissenschaftliche Pädagogik, sowie zur Belehrung und Anregung für gebildete Eltern und Lehrer aller Art. Aus Hegel's sämtlichen Schriften gesammelt und systematisch geordnet. 3 Bände. Akademische Buchhandlung, Kiel 1853
- Das Kieler Kunstmuseum. Ein Wegweiser durch dasselbe; zugleich eine kurze Einleitung in das Studium der Kunst. Kiel 1853
  - Teilabdruck in: Christa Geckeler (Hrsg.): Erinnerungen an Kiel in dänischer Zeit 1773/1864. Husum Druck- und Verlagsgesellschaft, Husum 2012, ISBN 978-3-89876-618-0, S. 33–35
- Gymnasial-Pädagogik im Grundriß. 1857
- Fünfundfünfzig Themata aus der Rechtsphilosophie. 1858
- Das Kieler Kunstmuseum. Ein Wegweiser durch dasselbe und zugleich eine kurze Einleitung in das Studium der Kunst. Kiel 1857, 2. Aufl. 1860
- Das Europäische Gleichgewicht durch den Prager Frieden d. J. 1866.
- Die Feierlichkeiten bei der Einweihung der Kieler Universität in den Oktobertagen 1665. Kiel 1862, Neuauflage 1876
- Einleitung in die Philosophie und Encyclopädie der Philosophie im Grundriss oder Methode des philosophischen Studiums.
- Die Neugestaltung Deutschlands mit dem Prager Frieden vom 23. August 1866. Kiel 1867
- Das Christian-Albrechts Stift an der Kieler Universität. Kiel 1881
- Ratschläge für anthropologische Untersuchungen auf Expeditionen der Marine. Berlin 1874

## Quelle
- Thaulow-Museum. GSHG, abgerufen am 6. März 2012.